# Tyska förbundsflottan

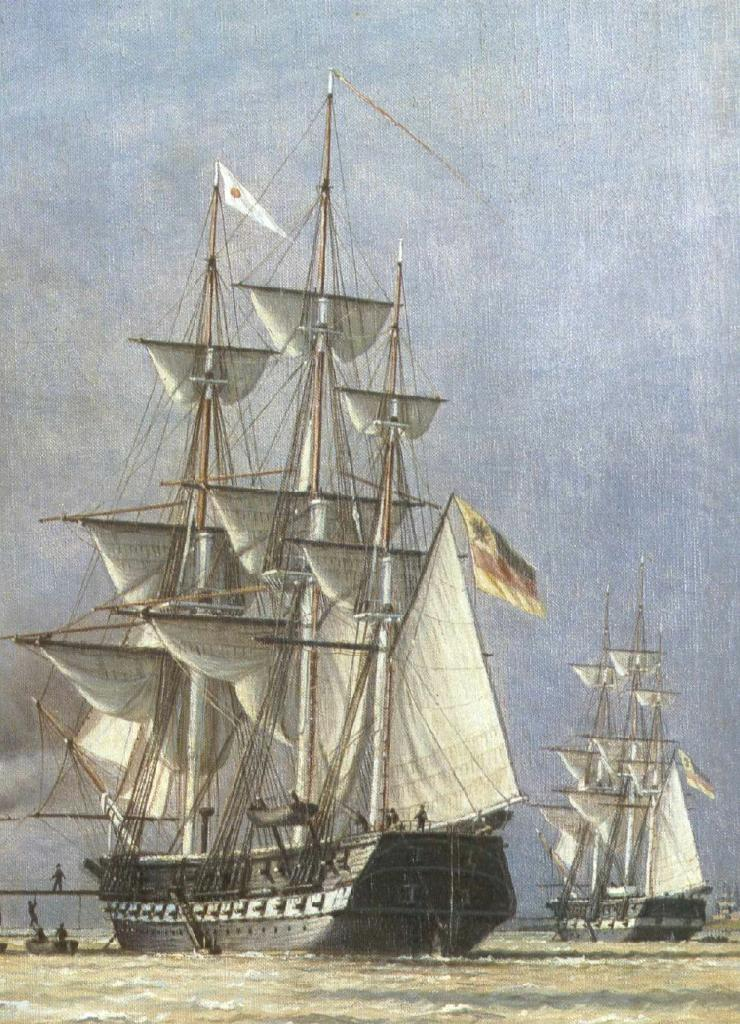
Fregatterna SMS Eckernförde och SMS Deutschland (till höger) 1849.

Tyska förbundsflottan (tyska: Reichsflotte) var namnet det tyska förbundets sjöstridskrafter mellan åren 1848 och 1852. Flottan skapades den 14 juni 1848 för att bryta den danska blockaden av de tyska hamnarna under slesvig-holsteinska kriget. Oenighet mellan förbundsstaterna över kostnaderna av att upprätthålla flottan ledde dock till dess avskaffande år 1852.

## Historia
När tyska förbundet skapades år 1815 disponerade redan medlemsstaterna Luxemburg, Holstein och Hannover över betydande flottor. Detta berodde på att deras härskare också  var regenter i Holland, Danmark och Storbritannien. Politiska förvecklingar under 1830-talet ledde emellertid till endast den danske kungen kvarstod som medlem av förbundet 1848. 
Med utbrottet av slesvig-holsteinska kriget samma år fann Danmark sig plötsligt i krig mot ett flertal förbundsstater och inledde därför en blockad av de tyska hamnarna. Förbundsförsamlingen beviljade genast medel för skapandet av en egen flotta för att häva blockaden. Krigsfartyg införskaffades antingen från utlandet eller byggdes på tyska varv medan besättningar rekryterades ur handelsflottan. Efter ett års förberedelses fick flottan sitt elddop mot danskarna i det oavgjorda slaget vid Helgoland den 4 juni 1849. 
Efter oenighet mellan Österrike och Hannover upplöstes flottan den 2 april 1852. De flesta av fartygen såldes utomlands, förutom två ångkorvetter som skänktes till Preussen.

## Fartyg
År 1852 förfogade flottan över följande fartyg:

### Segelfregatter
- SMS Deutschland
- SMS Eckernförde

### Ångfregatter
- SMS Barbarossa
- SMS Erzherzog Johann
- SMS Hansa

### Segelkorvetter
- Franklin (aldrig i tjänst)

### Ångkorvetter
- SMS Der Königliche Ernst August
- SMS Großherzog von Oldenburg
- SMS Frankfurt
- SMS Bremen
- SMS Hamburg
- SMS Lübeck

### Övriga fartyg
- 26 kanonbåtar